# Eciton drepanophorum
Eciton drepanophorum är en myrart som beskrevs av Smith 1858. Eciton drepanophorum ingår i släktet Eciton och familjen myror. Inga underarter finns listade i Catalogue of Life.

## Bildgalleri

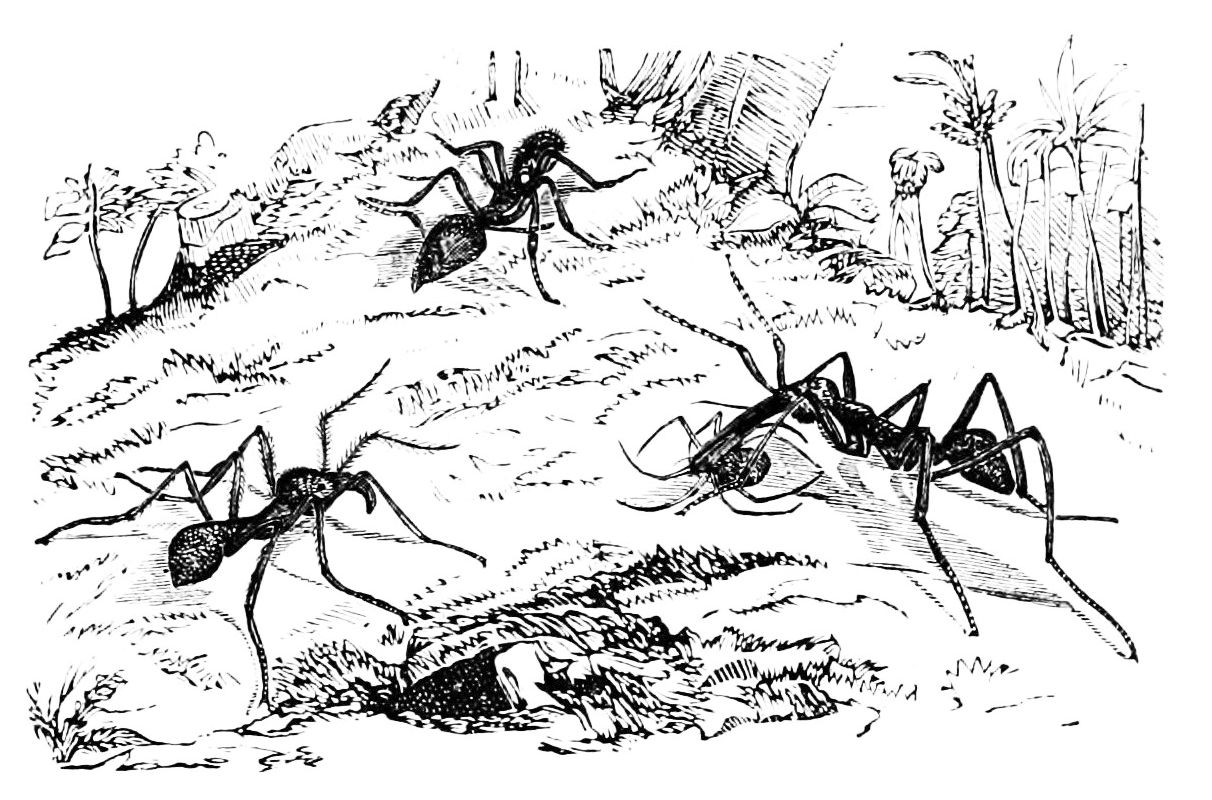